# Juaco Vizuete
Juaco Vizuete (Alacant, 1972) és un historietista valencià. Llicenciat en Belles arts, encara estava estudiant quan va començar a publicar les seues primeres historietes a través de fanzines d'escassa difusió. En 1993 va guanyar el primer concurs de còmics de la revista El Víbora, sent Ediciones La Cúpula l'editorial que va difondre les següents obres seues. Destaca, entre estes, El Resentido (1996-1998), una paròdia de les comèdies adolescents americanes que li va valdre una nominació al Millor Autor Revelació del Saló Internacional del Còmic de Barcelona de 1998.
Va treballar després com a il·lustrador en "MondoSonoro" o "Rockdelux" i com a animador en la productora Black Maria, sense deixar per això de produir còmics com Julito, el cantante cojito (2007) amb guió d'Hernán Migoya, i El experimento (2010), una novel·la gràfica que s'endinsa en el còmic de superherois.

## Obra
| Anys      | Títol                                                     | Guionista     | Publicació                          | Editorial          |
| --------- | --------------------------------------------------------- | ------------- | ----------------------------------- | ------------------ |
| 1996-1998 | El resentido                                              | Juaco Vizuete | Col·lecció Brut Comix               | La Cúpula          |
| 2007      | Julito el cantante cojito                                 | Hernán Migoya |                                     | Edicions de Ponent |
| 2010      | El experimento                                            | Juaco Vizuete | Col·lecció Novela Gráfica           | Glénat España      |
| 2012      | La venganza del padre de Don Mendo. ¡El otro Paracuellos! | Hernán Migoya | Col·lecció "Nuevas Hazañas Bélicas" | Glénat España      |
| 2014      | Lo primero que me viene a la mente                        | Juaco Vizuete | Col·lecció Sillón Orejero           | Astiberri          |